# Top One – Wielka Kolekcja Disco Polo Vol. 4
Top One – Wielka Kolekcja Disco Polo Vol. 4 – album kompilacyjny zespołu Top One wydany w 2009 roku.

## Opis
Album ukazał się rok po wydaniu podobnej płyty przez tygodnik "Naj" i został on wydany w formie książki, na którym oprócz płyty był również opis zespołu oraz zdjęcia. Na płycie znalazło się 12 utworów w aktualnych aranżacjach.

## Lista utworów
1. "Biały miś" (sł. i muz. Mirosław Górski) – 4:17
2. "Ciao Italia" (sł. Janusz Kondratowicz, muz. Paweł Kucharski) – 5:10
3. "Santa Maria" – 3:33
4. "Taka mała" – 3:41
5. "Złoty krążek" – 5:46
6. "Rejs dookoła życia" (sł. Sylwester Raciborski, muz. Dariusz Zwierzchowski) – 3:59
7. "Miła moja" – 3:45
8. "Ola! Lata czas" (sł. i muz. Dariusz Zwierzchowski) – 3:43
9. "Granica" – 3:59
10. "Wejdziemy na Top" (sł. Janusz Kondratowicz, muz. Paweł Kucharski) – 3:50
11. "Ty dobrze o tym wiesz" (sł. Zbigniew Bieniak, muz. Emil Jeleń) – 3:58
12. "Ole Olek!" (sł. Sylwester Raciborski, muz. Paweł Kucharski) – 4:08